# 義學 (學校)
義學，俗稱義塾，清朝義學之設，係根據康熙四十一年（1702年），「定義學小學之制」，及康熙五十一年（1713年），「令各省府州縣多立義學，聚集孤寒，延師教讀」之規定而辦理。
義學之創立，由所在地官民義捐創立，或由官府創建，或單殊屬個人私設；學生年齡多為六歲至十一歲，學習讀書識字，為地方的基礎教育。